# Lionel Galand

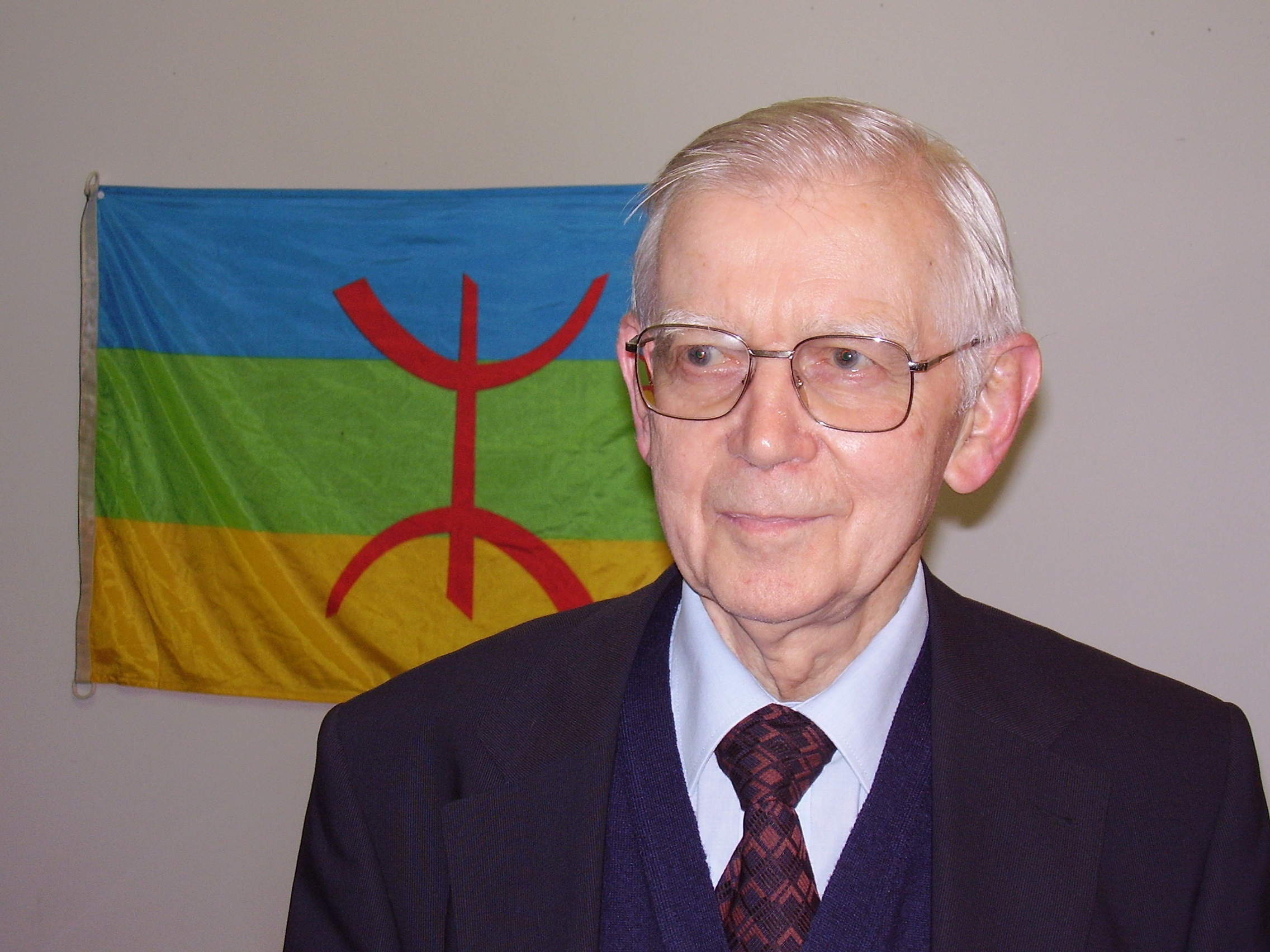
Lionel Galand, im Hintergrund die Berberflagge (Amazigh-Flagge), 2010

Lionel Henri Galand (* 11. Mai 1920 in Aluze, Département Saône-et-Loire; † 28. Oktober 2017) war ein französischer Berberologe. Er hatte von 1971 bis 1989 den Lehrstuhl für Libysch und Berberisch an der École pratique des hautes études inne.

## Leben
Galand wuchs in der burgundischen Kleinstadt Charolles (Département Saône-et-Loire) auf, ab der Tertia besuchte er das Lycée du Parc in Lyon. Nach den geisteswissenschaftlichen Vorbereitungsklassen (hypokhâgne und khâgne) in Royan und am Lycée Henri IV in Paris wurde er 1941 an der École normale supérieure aufgenommen. Dort studierte er klassische Philologie und besuchte daneben Vorlesungen an der École pratique des hautes études (EPHE; lateinische und griechische Epigraphik bei Jacques Zeiller bzw. Pierre Roussel), École du Louvre (klassische Archäologie bei Pierre Devambez) und École nationale des langues orientales (Berbersprachen bei André Basset). 1945 bestand Galand die Agrégation de grammaire (Staatsprüfung für das höhere Lehramt).
Nach einem Jahr als Lehrer an einem Lycée in Dijon war er von 1946 bis 1948 an der École française in Rom tätig. In der Folge unterrichtete er von 1948 bis 1956 am Institut des hautes études marocaines in Rabat Berbersprachen. Danach vertrat er als Nachfolger von André Basset von 1956 bis 1977 das Fach Berberologie am Institut national des langues et civilisations orientales (I.N.L.C.O.) in Paris. Von 1971 bis 1989 war er directeur d’études in der historisch-philologischen (IV.) Abteilung der École pratique des hautes études (EPHE, im Gebäude der Sorbonne) mit Lehrstuhl für Libysch und Berberisch. Auch nach seinem offiziellen Eintritt in den Ruhestand hielt er dort bis 2006 Lehrveranstaltungen.
1999 wurde Galand korrespondierendes Mitglied der Académie des inscriptions et belles-lettres. 2001 wurde er auswärtiges Mitglied der Königlich Niederländischen Akademie der Wissenschaften.
Seit 1944 war er mit Paulette Galand-Pernet (* 1919; † 5. Mai 2011) verheiratet, einer Spezialistin für Berber-Literatur. Ihre gemeinsame Tochter Perrine Galand Willemen (* 1956) ist Expertin für neulateinische Sprache und Literatur und lehrt wie ihr Vater an der EPHE.

## Forschungsschwerpunkte
Der Linguist Galand beschäftigte sich mit dem Altlibyschen sowie den modernen Berbersprachen. Aufgrund seiner längeren Aufenthalte in Marokko kann die Taschelhit-Sprache der Schlöh/Schelha als sein sprachlicher Schwerpunkt angesehen werden, wobei er jedoch auch das Kabylische (Algerien) und die Dialekte der Tuareg unterrichtete. Gerade die Erforschung der Tamahaq (Tuareg des Hoggar in Südalgerien) verdankt ihm viel im Zusammenhang mit seinen Studien zu den von Charles de Foucauld aufgenommenen Texten. Es handelt sich um den Briefwechsel zwischen de Foucauld und dem Amenokal (örtlichen Stammeschef) Musa ag Amastan.
Der gemeinsame Ansatz seiner berberologischen Forschungen war die vergleichende Sprachwissenschaft.

## Bibliographie
- Inscriptions antiques du Maroc – Inscriptions libyques Inscriptions antiques du Maroc – Inscriptions libyques, Paris 1966, Éditions du C.N.R.S.
- L’alphabet libyque de Dougga in Revue de l’Occident musulman et de la Méditerranée, Nr. 13–14, 1973, S. 361–368
- Langue et littérature berbères. Vingt-cinq ans d'études, Paris 1979, Éditions du CNRS, ISBN 2-222-02401-3
- Lettres au Marabout. Messages touaregs au Père de Foucauld, (Hrsg.) Paris 1999, Belin, ISBN 2-7011-2102-7
- Études de linguistique berbère, Louvain/Paris 2002, Peeters, ISBN 90-429-1180-8
- Regards sur le berbère, Mailand 2010, Centro Studi Camito-Semitici. ISBN 978-88-901537-2-3

## Ihm und seiner Frau gewidmete Festschriften
- À la croisée des études libyco-berbères. Mélanges offerts à Paulette Galand-Pernet et Lionel Galand, Paris, Geuthner, 1993. ISBN 2-7053-1310-9
- Langue et littérature amazighes. Cinquante ans de recherche. Hommage à Paulette Galand-Pernet & Lionel Galand. Rabat – 27 juin 2006, Rabat, Institut Royal de la Culture Amazighe, 2006 ISBN 9954-439-63-3
- Parcours berbères.  Hrsg. von Mettouchi, Mélanges offerts à Paulette Galand-Pernet et Lionel Galand pour leur 90ᵉ anniversaire, Köln, Köppe Verlag. ISBN 978-3-89645-933-6